# Fridolin Wechsler
Fridolin Wechsler (* 1941 in Schenkon LU) ist ein Schweizer Theologe.
Nach dem Studium der Philosophie und Theologie in Luzern und München promovierte Wechsler 1972 in Theologie mit einer Arbeit über Romano Guardini. Von 1974 bis 1976 machte er eine Zusatzausbildung an der Akademie für Erwachsenenbildung in Luzern. Von 1972 bis 1978 war er Mitglied des Leitungsteams des Seminars St. Beat in Luzern. Von 1978 bis 1981 war er Mitarbeiter im Archiv des Bischöflichen Ordinariats der Diözese Basel in Solothurn, von 1981 bis 1985 leitete er die Katechetische Arbeitsstelle für den Kanton Solothurn. 1985 bis 1990 war er Leiter der Arbeitsstelle für kirchliche Erwachsenenbildung der Katholischen Landeskirche Thurgau. Von 1990 bis 2005 war er vollamtlicher Dozent für Fundamentaltheologie, Dogmatik und Liturgik am Katechetischen Institut der Theologischen Fakultät der Universität Luzern.

## Veröffentlichungen
- Romano Guardini als Kerygmatiker. Paderborn 1973.
- Menschen von Gottes Farbe. Luzern 2015.